# Calcide (città antica)
Calcide (in greco antico: Χαλκίς?, Chalkís) fu una polis dell'Antica Grecia situata nell'Eubea, nel punto in cui l'isola si avvicina di più alla terraferma greca.

## Storia
Calcide ha una storia antichissima. Le sue prime tracce abitative, secondo le scoperte archeologiche, risalgono al paleolitico e la sua prima forma di città risale all'inizio del neolitico, attorno al 3000 a.C.
Viene citata da Omero nell'Iliade; secondo il poeta, Calcide ha partecipato nella spedizione a Troia con 40 navi comandate da Elefenore.
Fu abitata da genti di stirpe ionica. I Calcidesi fondarono numerose colonie nel Mar Mediterraneo soprattutto in Italia, stringendo intensi legami commerciali e culturali con gli Etruschi. Gli Etruschi usavano come alfabeto quello Calcidese di Cuma dal quale deriva l'alfabeto latino. Fra l'VIII e il VII secolo a.C. nella sola Italia peninsulare e insulare nacquero:
- Kallipolis (Giarre)
- Katane (Catania)
- Kyme (Cuma) - fondata insieme con abitanti di Cuma Eolica, da cui prese il nome
- Leontinoi (Lentini)
- Naxos (Giardini Naxos)
- Pithecusa (Ischia)
- Rhegion (Reggio Calabria)
- Zancle (Messina)

Alcune di esse divennero importanti polis della Magna Grecia e della Sicilia.
All'incirca verso la fine dell'VIII secolo a.C., Calcide (sostenuta da Samo e dai Tessali) fu coinvolta in un lungo conflitto con la vicina Eretria (sostenuta da Mileto), chiamato dai moderni guerra lelantina, in quanto innescato da rivendicazioni sulla fertile piana di Lelanto. Secondo Tucidide (I, 15,3), questo episodio può essere considerato come la prima guerra panellenica.
Nel VI secolo a.C. fu sottomessa da Atene ed occupata dai Macedoni nel 338 a.C., dopo la battaglia di Cheronea. Nel 1205 fu conquistata dalla Repubblica di Venezia e nel 1470 dai Turchi. Ritornò alla Grecia nel 1830.
A Calcide morirono il filosofo Aristotele  - la cui madre era del posto - e San Metodio di Olimpo, uno dei Padri della Chiesa.
Nonostante il fatto che la città fu fra le Poleis più importanti del mondo greco, poco conosciamo della sua fisionomia. Difatti la moderna città giace quasi completamente al di sopra dell'antica e dei tanti suoi monumenti non rimane che il ricordo epigrafico o da parte degli scrittori antichi. Le conoscenze riguardo alla sua urbanistica sono migliorate soltanto in anni recenti grazie ai lavori di Archeologia Preventiva e di emergenza, raccolti in lavori di sintesi da parte di E. Sapouna Sakellaraki e, in un’opera a più mani di P. Kalamara, M. Kosma, K. Boukaras e Y. Chairetakis . Infine tramite studi topografici e l'utilizzo di fotografie aeree storiche P. Storchi ha individuato un ignoto tempio, ha riscoperto il teatro della città e ha rivalutato alcuni vecchi rinvenimenti stradali in chiave urbanistica.